# Elisabeth Elliot
Elisabeth Elliot (született Elisabeth Howard) (Brüsszel, 1926. december 21. – Gloucester, Massachusetts, 2015. június 15.) keresztény író és előadó. Első férje Jim Elliot, akit 1956-ban öltek meg egy missziós útja során az Auca népcsoport területén, Ecuador keleti részén. Később két évre missziós útra ment ahhoz a törzshöz, akik megölték a férjét. Sok év dél-amerikai tartózkodás után visszatért Amerikába, és íróvá lett. Több mint 20 könyvet írt, és előadóként is hírnevet szerzett. Elliot a tudásával és tapasztalataival a '70-es években jelentős hatást gyakorolt az országra.

## Életrajz
Belgium-ban született 1926-ban, szülei misszionáriusok voltak, négy fivére és egy lánytestvére volt. Elisabeth testvérei, Thomas Howard és David Howard is írók. Pár hónapos korában családja az USA-béli Germantown (Philadelphia) mellé költöztek. Philadelphia mellett ugyancsak élt Franconia-ban, New Hampshire-ben, Moorestown-ban és New Jersey-ben. Klasszikus görögöt tanult a Wheaton College egyetemen, mert úgy gondolta, ez a leghasznosabb eszköz arra, hogy lefordítsa az újszövetséget egy ismeretlen nyelvre. Ezen az egyetemen találkozott Jim Elliot-tal. Mielőtt összeházasodtak volna, Elisabeth elvégzett egy továbbképzést a Kanadai (Alberta) Prairie Bible Institute-ban, ahol az imacsoportot később tiszteletből róla nevezték el. 
Jim Elliot és Elsiabeth Howard Ecuador-ba mentek külön-külön hogy a quichua (vagy quechua) indiánokkal dolgozzanak, majd 1953-ban Quito, városában Ecuador-ban összeházasodtak. Mielőtt dolgozni kezdett, sokat hallgatta egy szomszéd nő, Huaorani szavait. Egy évig fogságban tartotta a Huaorani törzs. Azt mondta, hogy vadak és vademberek módjára viselkednek, ugyanakkor a nők szimpatikusak és kedvesek. Lányuk, Valerie (1955–) 10 hónapos volt, mikor apját megölték. Ezek után Elisabeth tovább folytatta szolgálatát a quichua törzzsel még 2 évig. Két huaorani nő (egyikük neve Dayuma), akik a quichua törzs között éltek, tanították meg a Huao nyelvet Elisabeth Elliotnak és korábbi egy misszionáriusnak, Rachel Saint-nek. 1958 októberében Elisabeth Elliot odaköltözött a huaorani törzshöz hároméves kislányával Valerie-vel és Rachel Saint-tel.
Az Auca/Huaorani törzs a Gikari törzsi nevet adta Elizabeth-nek, melynek jelentése, harkály. Később visszatért a quichua törzshöz és velük dolgozott 1963-ig, amikor is Valerie hazaköltözött az Egyesült Államokba (Franconia, New Hampshire).
1969-ben Elisabeth hozzáment Addison Leitch-hez a kelet Hemiltoni (Massachusetts) Gordon-Conwell Theological Seminary egyik professzorához. Leitch 1973-ban meghalt. 1974 őszén Elizabeth segédtanár lett a Gordon-Conwell Theological Seminary-on és évekig tanította a "Keresztény Kifejezés" nevű népszerű tantárgyat. 1977-ben hozzáment Lars Gren, kórházi lelkészhez, akivel később együtt dolgozott és utazott.
Az 1970-es évek közepe felé stilisztikai tanácsadóként dolgozott a New International Version (NIV) bibliafordító társaságnak. 
1981-ben Mrs. Gren-t felkérte a Wenham-i Gordon College a "writer-in-resident" posztra, hogy ossza meg szakmai meglátásait.
1988-tól 2001-ig Elisabeth Gateway to Joy, rádiónál dolgozott, ahol naponta lehetett őt hallani (Lincoln, Nebraska). Általában a következő idézettel nyitotta műsorát: "'Valaki örökkévaló szeretettel szeret téged' – ezt tanítja a Biblia – és ez alatt vannak az örökkévaló karok'. Itt Elisabeth Elliot, a barátod..."
A későbbiekben a férjével befejezték az utazásaikat, de továbbra is kapcsolatot tartottak a nyilvánossággal e-mail- en és weboldalakon keresztül. Elisabeth a Massachusetts államban lévő Magnolia-ban halt meg 2015. június 15-én, 88 évesen. Kevéssel halála után Steve Saint az egyik misszionárius fia, akit Jim Eliottal egy időben gyilkoltak meg, a Facebook-os búcsúposztjában írt a végső győzelméről a „demencia miatti eszének elvesztése” felett, és megemlíti, hogy „tíz évig küzdött a betegséggel, amely megfosztotta legnagyobb ajándékától”.

## Művei
- Shadow of the Almighty: The Life and Testament of Jim Elliot, 1958, ISBN 978-0-06062213-8
- Through Gates of Splendor, 1957, ISBN 978-0-84237152-0
- These Strange Ashes, ISBN 978-0800759957
- Quest for Love, ISBN 9780800723149
- The Savage My Kinsman, 1961, ISBN 978-1569550038
- Furnace of the Lord: Reflections on the Redemption of The Holy City, 1969, ISBN 978-0340105979
- Twelve Baskets of Crumbs, 1977, ISBN 9780687427024
- Let Me Be a Woman, 1977, ISBN 978-0842321624
- The Journals of Jim Elliot, 1978, ISBN 978-0800758257
- Passion and Purity: Learning to Bring Your Love Life Under God's Control, 1984, ISBN 978-0800758189
- Discipline: The Glad Surrender, ISBN 978-0800731311
- Love Has a Price Tag, ISBN 9780830736881
- The Mark of a Man, ISBN 978-0800731328
- Keep a Quiet Heart, ISBN 978-0800759902
- A Chance to Die: The Life and Legacy of Amy Carmichael, ISBN 978-0800730895
- Path Through Suffering: Discovering the Relationship Between God's Mercy and Our Pain, ISBN 978-0800724986
- The Path of Loneliness: Finding Your Way Through the Wilderness to God, ISBN 978-0800732066
- No Graven Image, 1966, ISBN 978-0891072355
- Secure in the Everlasting Arms, ISBN 978-0800759933
- The Music of His Promises: Listening to God with Love, Trust, and Obedience, ISBN 978-0800759919
- The Shaping of a Christian Family, ISBN 978-0800731021
- God's Guidance: A Slow and Certain Light, ISBN 978-0876808641
- Taking Flight: Wisdom for Your Journey, ISBN 978-0801011801
- Be Still My Soul, ISBN 978-0-80075989-6

### Magyarul
- Elisabeth Elliot: A Mindenható árnyékában / Jim Elliot: Győztesen a gyöngykapun át; ford. Kisházy Mária; Primo, Bp., 1991
- Szerelem és tisztaság; ford. Kisházy Mária; Primo, Bp., 1992
- Nőnek születtél; ford. Kisházy Mária; Hárfa, Eger, 1993
- Magányosság. Lehet kietlen pusztaság, lehet Istenhez vezető út; Primo, Bp., 1993
- Biztos fény a messzeségben. Isten vezetése; ford. Kisházy Mária; Hárfa Evangéliumi Kiadó Alapítvány, Eger, 1993
- Gondolatok a férfiakról; ford. Balázs Brigitta; Hárfa Evangéliumi Kiadó Alapítvány, Eger, 1994
- Feljegyzések az imádságról, a megbocsátásról, Isten akaratának dicsőségéről; ford. Szabados Péter; "Jó Hír" Iratmisszió Alapítvány, Bp., 1995
- Út a szenvedésen át. Hogyan fedezzük fel az összefüggést Isten szeretete és a fájdalmaink között; ford. Kövesi Zsuzsa, versford. Lukátsi Vilma; "Jó Hír" Iratmisszió Alapítvány, Bp., 1996
- Vademberek a rokonaim; ford. Kisházy Mária; Jó Hír Iratmisszió Alapítvány, Bp., 1996
- A dicsőség kapuján át; ford. Kisházy Mária; Jó Hír, Bp., 1996
- Fegyelem. A hívő élet ábécéje; ford. Kisházy Mária, versford. Lukátsi Vilma; Jó Hír Iratmisszió Alapítvány, Bp., 1996
- A szeretet ára; ford. Kisházy Mária; "Jó Hír" Iratmisszió Alapítvány, Bp., 1998
- Gondolatok a férfiakról; ford. Miklósné Tóth Sára; átdolg. kiad.; "Jó Hír" Iratmisszió Alapítvány, Bp., 1998
- Társkereső; ford. Kisházy Mária; "Jó Hír" Iratmisszió Alapítvány, Bp., 1998
- Áldást örököltek...; ford. Kisházy Mária; "Jó Hír" Iratmisszió Alapítvány, Bp., 2001
- Békességet hagyok néktek; ford. Kasim Seherezádé; "Jó Hír" Iratmisszió, Bp., 2002
- Az engedelmesség szabadsága. Gondolatok a keresztyén magatartásról és szolgálatról / Biztos helyen; ford. Kisházy Mária; "Jó hír" Iratmisszió Alapítvány, Bp., 2007

## Színházi adaptációk, dokumentumfilm
- 1973-ban mutatták be először a Bridge of Blood: Jim Elliot Takes Christ to the Aucas színházi előadást a Tennessee Temple Universityben
- 2003-ban Jim és Elisabeth Elliot szerelmi történetén alapuló musicalt mutattak be Love Above All címmel Victoria Concert Hall-ban Singapore-ban. Másodszorra 2007-ben a singaporei University Cultural Centre-ben mutatták be
- 2006-os End of the Spear filmben Beth Bailey jelenítette meg, Beyond the Gates of Splendor 2002-es dokumentumfilm saját magát játssza (A többi meggyilkolt misszionárius feleségek, és számos Indián is megjelenik)